# Sébastien Grédy
Sébastien Grédy (né le 14 janvier 1980 à Besançon,) est un coureur cycliste français, actif des années 1990 à 2010.

## Biographie
Sébastien Grédy prend sa première licence cycliste en 1994, au VC Ornans. Il évolue alors dans la catégorie des minimes. Il intègre ensuite le CC Étupes, où il court pendant dix saisons. Durant cette période, il se distingue en remportant diverses courses du calendrier national français. Il s'impose par ailleurs en 2007 sur une étape du Rhône-Alpes Isère Tour, inscrit au calendrier de l'UCI. 
En 2011, il rejoint le SCO Dijon. À 31 ans, il continue de briller chez les amateurs en obtenant trois victoires. Il termine également huitième du Tour de Guadeloupe en 2012, tout en ayant gagné une étape. Après ses performances, il met un terme à sa carrière en 2013 pour devenir directeur sportif au SCO Dijon. Il conserve ce poste jusqu'en 2016.

## Palmarès et résultats

### Palmarès par année
- 2003
  - Critérium du Printemps
  - 3e du Prix du Saugeais
- 2004
  - Championnat de Franche-Comté
  - 3e du Grand Prix Mathias Nomblot
- 2006
  - Annemasse-Bellegarde et retour
  - Bourg-Arbent-Bourg
- 2007
  - Grand Prix de Valentin
  - 4e étape du Rhône-Alpes Isère Tour
  - 3e du Tour du Gévaudan
- 2008
  - La Tramontane
  - Annemasse-Bellegarde et retour
  - Prix du Saugeais
  - 3e du Critérium du Printemps
  - 3e du Tour du Chablais
- 2009
  - Championnat de Franche-Comté
  - Tour du Jura
- 2010
  - Grand Prix de Delle
  - 2e du Tour de Franche-Comté
  - 2e du Grand Prix de Cours-la-Ville
  - 3e du Grand Prix de Soultz-sous-Forêts
- 2011
  - Troyes-Dijon
  - Tour du Chablais
  - Prix de Saint-Amour
  - 2e du Grand Prix du Pays d'Aix
  - 3e du Circuit de Saône-et-Loire
  - 3e du Critérium de La Machine
- 2012
  - 3e étape du Tour de Côte-d'Or
  - 3e étape du Tour de Guadeloupe
  - 2e du Grand Prix Serra-Delorme
  - 3e de la Ronde du Canigou

### Classements mondiaux
| Année            | 2007 | 2008 | 2009   | 2010 | 2011 | 2012 |
| ---------------- | ---- | ---- | ------ | ---- | ---- | ---- |
| UCI Europe Tour  | 645e |      | 1 201e |      |      |      |
| UCI America Tour |      |      |        |      |      | 214e |